# Julius Baruch
Julius Baruch (* 7. September 1892 in Gemünden (Hunsrück); † vor 8. Mai 1945 im KZ Buchenwald) war ein deutscher Ringer und Gewichtheber.

## Leben
Julius Baruch wurde als erster Sohn einer spätestens bei der Geburt des zweiten Kindes in Bad Kreuznach ansässigen jüdischen Kaufmannsfamilie geboren. Er war verheiratet mit der christlichen Klara Baruch. Sein Bruder Hermann (1896–1942) war ebenfalls Ringer und 1924 Europameister im Ringen, im griechisch-römischen Stil im Leichtgewicht. Beide Brüder nahmen am Ersten Weltkrieg teil. Julius wurde Ende November 1916 als Angehöriger der 2. Kompanie des Infanterie-Regiments Nr. 21 von Borke leicht verwundet. Nach Rückkehr beteiligten sie sich am Aufbau eines Kraftsportvereins, dem sie bald durch ihre Leistungen zu nationaler und internationaler Bekanntheit verhalfen. Erste Erfolge errang Julius 1920 bei den Deutschen Meisterschaften im Gewichtheben in Stuttgart mit einer Bronzemedaille. 1924 wurde er Europameister in Neunkirchen. 1925 Mannschaftsmeister gegen die Sportvereinigung Berlin-Ost. Nach diesen Erfolgen brachte er sich als Trainer in seinen Verein ein. Er war Inhaber eines Taxi-/Autoverleihunternehmens. 1933 erhielt er als Jude Trainerverbot und 1943 generelles Sportverbot. Dennoch war er sich als Europameister, Weltkriegsteilnehmer und mit einer Christin Verheirateter lange sicher, nicht verfolgt zu werden. Nach den Bombenangriffen am 2. Januar 1945 und den daran anschließenden negativen Stimmungen wurde er ins KZ Buchenwald verbracht und misshandelt. Er starb im April 1945 noch im Lager, bevor oder während die Todesmärsche bei dessen Auflösung einsetzten. Seine Mutter und seine Schwestern wurden bereits früher in Lager deportiert und ermordet, auch sein Bruder wurde bereits 1942 im KZ Auschwitz ermordet.
Die Stadt Bad Kreuznach hat nach den Brüdern die Gebrüder-Baruch-Straße benannt.